# Portrait de la comtesse Kagenek en Flore
Le Portrait de la comtesse Kagenek en Flore est un tableau réalisé par la peintre française Élisabeth Vigée Le Brun en 1792 à Vienne. De format ovale, cette huile sur toile est le portrait à mi-corps d'Anna Flora von Kageneck. Née en 1779, et donc âgée de treize ans, la jeune fille y est représentée les cheveux flottants, mais coiffée d'une couronne de fleurs. Elle incarne de la sorte la nymphe Flore, à laquelle renvoie son deuxième prénom. Sans doute une commande de la mère du modèle, Gräfin von Kageneck, née Maria Theresia von Salm-Reifferscheidt, l'œuvre est conservée à la Fondation Bemberg. Ce musée toulousain la considère comme l'un de ses chefs-d'œuvre.